# Hội chứng sợ bị bỏ rơi
Hội chứng sợ bị bỏ rơi hay Hội chứng sợ bị đơn độc, có tên khoa học là monophobia, isolophobia, hoặc eremophobia, là một loại ám ảnh cụ thể gây ra bởi nỗi sợ hãi sự cô lập; một nỗi sợ hãi đáng sợ nhất của loại này là tự kỷ, hay sợ hãi khi ở một mình hoặc bị cô lập.  Rối loạn thường phát triển và có liên quan đến các rối loạn lo âu khác. Hội chứng sợ bị đơn độc không nên bị nhầm lẫn với hội chứng sợ khoảng rộng (sợ hãi ở nơi công cộng, hoặc ở giữa trong đám đông lớn). Hội chứng sợ bị đơn độc là một loại ám ảnh riêng có xu hướng đi kèm với các rối loạn lo âu và ám ảnh khác.

## Định nghĩa
Hội chứng sợ bị bỏ rơi có liên quan chặt chẽ đến các cụm từ monophobia, isolophobia và eremophobia. Tuy nhiên, nó thay đổi một chút trong định nghĩa. Theo từ điển Merriam-Webster,  eremophobia(hội chứng sợ bị đơn độc) là một nỗi sợ hãi về việc bị cô lập. Ngược lại, Từ điển Y học lại định nghĩa hội chứng sợ bị đơn độc là một nỗi sợ hãi về sự cô đơn của một người.

## Triệu chứng
Các triệu chứng của hội chứng sợ bị đơn độc thay đổi theo từng trường hợp. Tuy nhiên, có một số triệu chứng mà nhiều người mắc phải hội chứng này đều có. Một số lượng lớn sự lo sợ và lo lắng ập tới khi bạn đang một mình hoặc suy nghĩ về các tình huống mà bạn bị tách biệt là một trong những dấu hiệu phổ biến nhất mà một người mắc phải hội chứng sợ bị đơn độc thường gặp. Những người bị rối loạn này cũng thường tin rằng có một thảm họa sắp xảy ra và đang chờ xảy ra bất cứ khi nào họ bị bỏ lại một mình. Vì lý do này, những người mắc hội chứng sợ bị đơn độc dễ đi đến sự cực đoan kéo dài để tránh bị cô lập. Tuy nhiên, những người mắc bệnh này thường không cần phải bị cô lập về thể chất mới cảm thấy bị bỏ rơi. Họ thường sẽ ở trong một khu vực đông người hoặc một nhóm người nhưng có thể vẫn cảm thấy xung quanh họ hoàn toàn vắng vẻ.  Dưới đây là danh sách các triệu chứng khác đôi khi được liên kết với hội chứng sợ bị đơn độc:
Triệu chứng tâm thần: 
- Sợ ngất xỉu
- Không thể tập trung vào bất cứ điều gì khác ngoài bệnh tật
- Sợ mất trí [5]
- Thất bại trong việc suy nghĩ rõ ràng

Triệu chứng cảm xúc: 
- Căng thẳng trong thời gian sắp tới và những nơi bạn có thể ở một mình
- Sợ bị tách biệt [6]

Các triệu chứng thể chất: 
- Đau đầu, chóng mặt
- Đổ mồ hôi
- Buồn nôn
- Cảm giác tê hoặc ngứa ran
- Khô miệng
- Tăng nhịp tim

## Chữa trị
Hội chứng sợ bị đơn độc là một dạng lo âu có thể khiến trẻ vị thành niên cảm thấy cực kỳ nguy hiểm hoặc sợ hãi khi chúng ở một mình. Không có cách điều trị cụ thể để chữa hội chứng sợ bị đơn độc vì nó ảnh hưởng đến từng người một trong các cách khác nhau. Hầu hết những người bị bệnh đều được điều trị bằng liệu pháp tâm lý, trong đó lượng thời gian mà họ ở một mình sẽ dần dần được tăng lên.
Hiện tại không có nghiên cứu hay kết luận nào khuyến cáo bất kỳ loại thuốc nào được sử dụng để điều tri hội chứng này. Giống như lạm dụng dược chất, hội chứng sợ bị đơn độc liên quan đến tinh thần và thể chất, đòi hỏi sự hỗ trợ từ một chuyên gia tâm lý. Thuốc có thể được sử dụng để ổn định các triệu chứng và ức chế lạm dụng các chất kích thích khác.Trong những trường hợp mắc hội chứng sợ bị đơn độc nhẹ, đôi khi việc điều trị có thể rất đơn giản.
Các nhà trị liệu khuyến cáo nhiều biện pháp khác nhau để làm cho bệnh nhân cảm thấy như họ không đơn độc ngay cả khi đó là một trường hợp cụ thể, chẳng hạn như nghe nhạc khi chạy việc vặt một mình hoặc bật TV khi ở nhà một mình. Sử dụng tiếng ồn để làm gián đoạn sự im lặng của tình huống cô lập thường có thể là một phương pháp trợ giúp tuyệt vời cho những người bị hội chứng sợ bị đơn độc.
Tuy nhiên, điều quan trọng phải nhớ rằng là một người có thể cảm thấy họ cô đơn, một mình vào một số thời điểm sẽ không đồng nghĩa với việc họ mắc hội chứng sợ bị đơn độc. Hầu hết mọi người cảm thấy họ ở một mình và tách biệt vào một số thời điểm; đây không phải là hiện tượng bất thường. Chỉ khi sự sợ hãi khi ở một mình được sinh ra làm gián đoạn cách một người sống cuộc sống hàng ngày của họ thì có khả năng họ mắc hội chứng sợ bị đơn độc.